# Plegafulles embridat
El plegafulles embridat (Anabacerthia amaurotis) és una espècie d'ocell de la família dels furnàrids (Furnariidae) que habita els boscos del sud-est del Brasil i nord-est de l'Argentina.